# Screamin' Cheetah Wheelies
Gruppo rock/blues dalle forti influenze "southern", formatosi a Nashville (Tennessee) nei primi anni '90.

## Storia degli Screamin' Cheetah Wheelies
Composto da Mike Farris, alta espressione vocale del rock americano, Steve Burgess al basso, Terry Thomas alla batteria e dai due chitarristi Rick White e Bob Watkins, il sound del gruppo, duro e corposo, è intriso di un sanguigno hard-boogie, anche se non mancano brani dalle sonorità più fluide e orecchiabili e persino delle ballate acustiche, come ad esempio la splendida Grace dell'album Big Wheels.
Il gruppo si è sciolto lasciandosi alle spalle una discografia di tre dischi in studio e un "live":
Mike Farris, dopo un periodo di dipendenza da droghe e alcool (culminato con la morte di un amico per overdose), ha intrapreso una brillante carriera solista.

## Discografia
- The Screamin' Cheetah Wheelies (Atlantic Records, 1994)
- Magnolia (Capricorn Records, 1996)
- Big Wheel (Capricorn, 1998)
- Shakin' the Blues (live) (Dark Reign, 2002)
- Ten Miles High (2004)